# Iria de Tomar
Iria de Tomar (também conhecida como Santa Iria, embora este seja igualmente o nome de uma santa de origem grega) é uma mártir lendária da cidade de Nabância (próxima da moderna Tomar).

## Lenda de Santa Iria
Nascida de uma rica família de Nabância, Iria recebeu educação esmerada e professou num mosteiro de monjas beneditinas, o qual era governado pelo seu tio, o Abade Sélio.
Devido à sua beleza e inteligência, Iria cedo congregou a afeição das religiosas e das pessoas da terra, sobretudo dos jovens e dos fidalgos, que disputavam entre si as virtudes de Iria.
Entre estes adolescentes contava-se Britaldo, herdeiro daquele senhorio, que alimentou por Iria doentia paixão. Iria, contudo, recusava as suas investidas amorosas, antes afirmando a sua eterna devoção a Deus.
Dos amores de Britaldo teve conhecimento Remígio, um monge director espiritual de Iria, ao qual também a beleza da donzela também não passara despercebida. Ardendo de ciúmes, o monge deu a Iria uma tisana que se pretendeu embruxada, e que lhe fez surgir no corpo opulência própria da gravidez.
Por causa disso foi expulsa do convento, recolhendo-se junto do rio para orar. Aí, foi assassinada à traição por um servo de Britaldo ou pelo próprio, a quem tinham chegado os rumores destes eventos.
Atirado ao rio Nabão, o corpo da mártir terá seguido pelo Zêzere e a partir deste terá ficado depositado entre as areias do Tejo, aí permanecendo, incorruptível, através dos tempos.

## Monumento

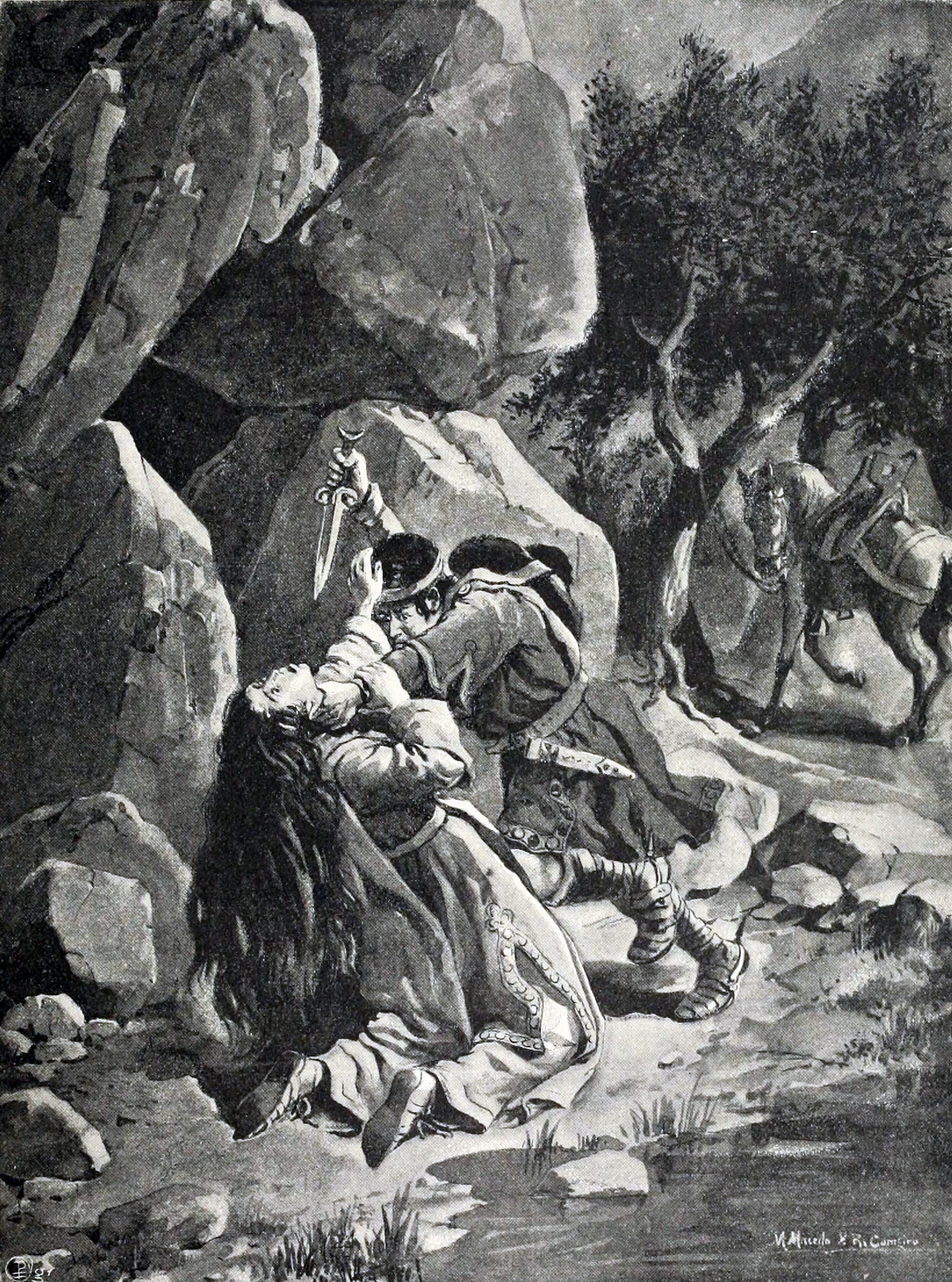
A Sancta resiste, elle mata-a.... Litografia de Manuel Macedo e Alfredo Roque Gameiro, 1904.

Para conservar a sua memória e milagre, a povoação de Escálabis construiu-lhe um sepulcro de mármore. A partir de então, a cidade passou a chamar-se de Santa Iria, mais tarde Santarém. Séculos depois, as águas do Tejo voltaram a abrir-se para revelar o túmulo à rainha D. Isabel, que mandou colocar o padrão que ainda hoje se encontra.

## Culto
O seu culto foi muito popular durante a dominação visigótica, de tal forma que a velha Escálabis romana passou a ser chamada de Santa Iria (e daí derivou a moderna Santarém, através de Sancta Irene). O culto foi perpetuado através do rito moçárabe, mantendo-se ainda hoje como padroeira de algumas igrejas portuguesas, muito embora não seja considerada uma santa canónica pela Igreja Católica.
Santa Iria é a padroeira principal de Tomar, e as suas festas celebram-se nesta localidade no dia 20 de Outubro.

## Lenda alternativa
Outra lenda, corrente no romanceiro popular, refere-se também a uma Santa Iria. A Jovem Iria é raptada da sua casa por um hóspede nocturno e é degolada num outeiro. Sete anos mais tarde, o seu assassino regressa àquele local, onde já se ergue uma ermida em memória da sua vítima. Ele pede perdão mas, a sua vítima nega-lho.

## Iconografia
Santa Iria é representada habitualmente segurando a palma do Martírio.
A imagem de Santa Iria da Torre da Magueixa (Batalha) representa-a a segurar uma "panela de manteiga" e a imagem da Faniqueira (Batalha) mostra-a a segurar uma colher de pau, em lugar da palma do martírio. Esta iconografia parece remeter mais para a lenda alternativa do que para a versão mais conhecida de Tomar.

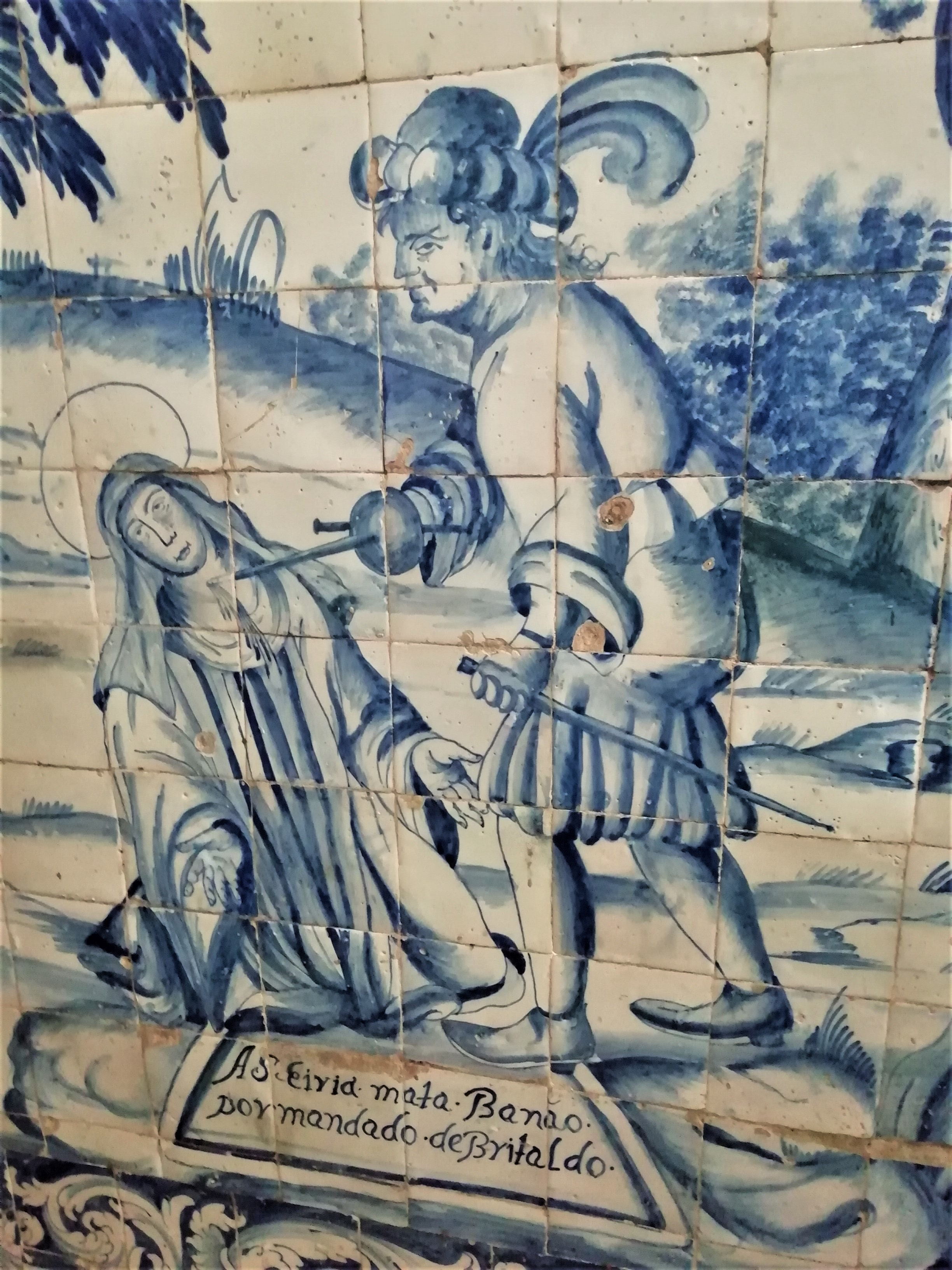
Imagem da morte de Santa Iria. Azulejos da igreja matriz de Santa Iria de Azóia.